# Chevronknochen

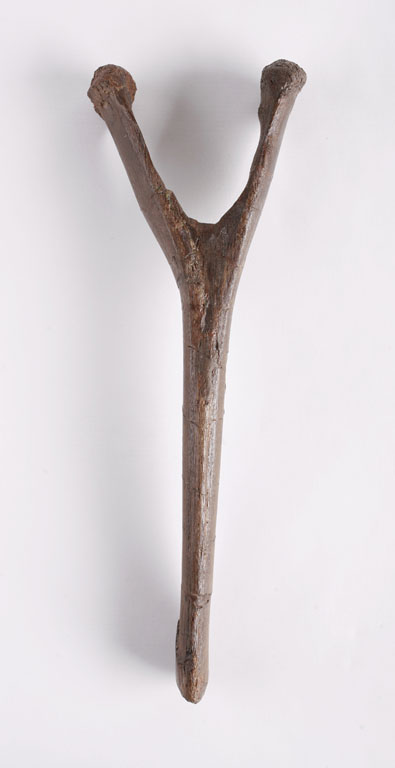
Chevronknochen von Edmontosaurus annectens, aus der Sammlung des Kinder-Museums von Indianapolis.

Der Chevronknochen (Sparrknochen) ist ein Knochen an der Unterseite der Schwanzwirbelsäule bei manchen Landwirbeltieren (Tetrapoda).
Er dient als Ansatzstelle für die Muskulatur des Schwanzes. Chevronknochen kommen bei vielen Reptilien vor, sowohl bei rezenten (Brückenechsen, Krokodilen) als auch bei fossilen Formen, sind aber auch bei einigen Säugern wie den Walen ausgebildet.
Im weiteren Sinne ist der Chevronknochen der Hämalbogen (Haemapophyse), der von der paarigen, ventral (bauchwärts) orientierten Dorsalrippe der Schwanzwirbelsäule gebildet wird. Der eigentliche Chevronknochen (Chevronknochen im engeren Sinne) entsteht, wenn sich die beiden Fortsätze ventral zu einem Y-förmigen Knochen vereinen.
Den Chevronknochen (i. w. S.) entsprechen die unpaaren Intercentra mancher Reptilienarten, die bei diesen an Hals- und Rumpfwirbelsäule zwischen zwei Wirbelkörpern auftreten; bei ursprünglichen Formen, beispielsweise einigen Krokodilen, dienen sie als Ansatz für das Rippenköpfchen.